# Sympetrum baccha
Sympetrum baccha – gatunek ważki z rodziny ważkowatych (Libellulidae).